# Jørgen Weel
Jørgen Weel (13 de agosto de 1922 – 16 de junio de 1993) fue un actor y narrador de audiolibros de nacionalidad danesa.

## Biografía
Nacido en Frederiksberg, Copenhague (Dinamarca), era hijo de Liva y Arne Weel pero fue criado por la madre tras el divorcio de sus padres cuando tenía tres años. De joven probó suerte en el escenario y estudió con Sam Besekow, antes de ingresar en la escuela del Odense Teater en 1942. Allí no completó sus estudios, pero los continuó en 1945 en la escuela del Århus Teater, finalizando su formación en 1947. En años siguientes actuó en el Århus Teater y en el Aalborg Teater hizo una representación junto a Liva Weel. A principios de los años 1950 se mudó a Copenhague como actor independiente, actuando en el Riddersalen, el Det Ny Teater y el Folketeatret. Además, durante un tiempo también fue actor en giras teatrales. 
Aparte de ser actor teatral, Weel fue también actor cinematográfico y televisivo, aunque en general sus papeles en esos medios fueron de menor entidad. Igualmente, actuó para la radio y fue actor de voz. En sus últimos años de carrera participó en la grabación de diferentes audiolibros. Weel también grabó un disco de vinilo, Jeg sover på en bænk på Rådhuspladsen, en el año 1953. 
Jørgen Weel se casó el 6 de agosto de 1949 en el Ayuntamiento de Copenhague con Grethe Strange Nielsen (nacida el 6 de abril de 1928), a la que había conocido en el Aarhus Teater, donde ella era estudiante y donde ambos actuaron en "Grevinde Maritza". La pareja tuvo un hijo actor, Henrik Weel. 
El actor falleció en Gentofte, Dinamarca, en el año 1993. Fue enterrado en el Cementerio de Vestre.

## Filmografía
- 1950 : I gabestokken
- 1951 : Som sendt fra himlen
- 1951 : Det gamle guld
- 1956 : Vi som går stjernevejen
- 1957 : Tag til marked i Fjordby
- 1962 : Det støver stadig
- 1964 : Sommer i Tyrol
- 1964 : Don Olsen kommer til byen
- 1966 : Nu stiger den
- 1967 : Mig og min lillebror
- 1969 : Tænk på et tal
- 1973 : Olsen-banden går amok
- 1977 : Skytten
- 1984 : Try To Remember
- 1990 : Dagens Donna